# المصرف المتحد للتجارة والاستثمار
المصرف المتحد للتجارة والاستثمار (بالإنجليزية: United Bank for Commerce and Investment) هو مصرف تجاري ليبي، تأسس كشركة مساهمة ليبية ويقدم مجموعة من الخدمات المصرفية الشاملة لقطاعي الأفراد والشركات. يُعتبر المصرف من المؤسسات المالية الفاعلة في السوق الليبي، ويتخذ من مدينة بنغازي مقرًا رئيسيًا له.

## التاريخ والتأسيس
تأسس المصرف المتحد للتجارة والاستثمار في عام 1996، وبدأ نشاطه الفعلي في 1 مارس 1997. يعمل المصرف بموجب القانون رقم (1) لسنة 2005 بشأن المصارف وتعديلاته، وهو مسجل تحت رقم (50) في سجل المصارف لدى مصرف ليبيا المركزي.
للمصرف شبكة فروع تغطي عدة مدن ليبية رئيسية، بما في ذلك فرعان في بنغازي، وفرع في طرابلس، وفرع في مصراتة.

## وصلات خارجية
- الموقع الرسمي